# Département de Pichi Mahuida
Le département de Pichi Mahuida est une des 13 subdivisions de la province de Río Negro, en Argentine. Son chef-lieu est la ville de Río Colorado.
Le département a une superficie de 15 378 km2.

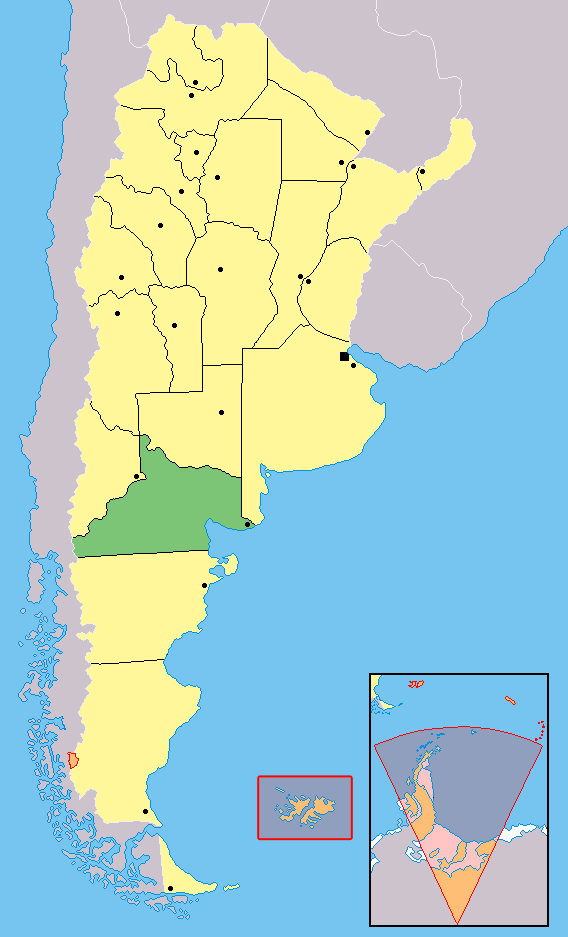
Localisation de la province de Río Negro en Argentine

## Population
Sa population était de 14 026 habitants au recensement de 2001.